# Jong MKB Nederland
Jong MKB Nederland (wat staat voor Jong Midden- en Kleinbedrijf) is een vereniging van regionale netwerken van jonge ondernemers. Men kan lid worden van een Jong MKB-netwerk als het huidige bedrijf niet langer dan 7 jaar ingeschreven staat bij de Kamer van Koophandel. 

## Achtergrond
De netwerken organiseren activiteiten en bijeenkomsten in hun eigen regio, de overkoepelende federatie doet dit landelijk. Vaak hebben deze bijeenkomsten een informatief karakter. 
Door de directe verbondenheid met MKB-Nederland is men meteen lid van de grootste werkgeversorganisatie voor het midden- en kleinbedrijf.
In januari 2009 nam Tatjana Sormaz de voorzittershamer over van oud-voorzitter Walter Jansen. In juli 2013 trad zij af.

## Activiteiten
- Onder voorzitterschap van Sormaz werd van 2010 tot en met 2013 de jaarlijkse Jong MKB-er van het Jaar-verkiezing georganiseerd.
- Op 8 juni 2011 werd het Jong MKB Manifest overhandigd aan de minister van Financiën, Jan Kees de Jager.
- Op 30 juni 2011 vroeg Tatjana Sormaz, middels het openen van de NYSE Euronext, opnieuw aandacht voor haar achterban.